# 真如寺 (京都市)
真如寺（しんにょじ）は、京都市北区等持院北町にある臨済宗相国寺派の寺院。大本山相国寺の山外塔頭。山号は萬年山。本尊は宝冠釈迦如来。勧請開山は無学祖元。鹿苑寺、慈照寺とともに相国寺の3つの山外塔頭を構成する。五山十刹の十刹にも数えられていた。寺紋は輪違い。

## 歴史
無学祖元（仏光国師）歿後の弘安9年（1286年）、無学の弟子で京都尼五山筆頭の景愛寺住職であった無外如大尼（上杉氏の一族であるというのが有力だが、安達泰盛の娘で金沢顕時の妻、本名は千代野であるとの説もある）が、無学の遺爪髪を祀るための塔所として「正脈庵」（しょうみゃくあん）を建立した。これが当寺のそもそもの始まりである。
無外如大尼没後も住持が置かれ、同じく無学の弟子である高峰顕日（佛国国師）などが施主となり同庵は代々維持された。高峰顕日の弟子で、無学祖元の法孫である夢窓疎石（夢窓国師）が、暦応5年（1342年）4月15日に足利尊氏の執事高師直と尊氏の弟足利直義の外護を受け、正脈庵を東側に移して寺院として整備し、この際に無学祖元初住の現・中華人民共和国浙江省台州にあった真如寺（廃寺）に倣い、寺号を真如寺として本格的な寺院となった（『夢窓国師語録　年譜拾遺』）。衣笠山を借景にして「風景に富み、十境の勝あり、夢窓疎石の命ずる所なり」といわれたという。そして無学祖元を勧請開山に、無外如大尼を勧請開基とし、夢窓自身は第二世として入寺した。なお、観応2年（1351年）に没した高師直の法名は当寺とのゆかりで「真如寺殿道常大禅定門」という。
康永2年（1343年）、もともと正脈庵があった場所には、足利尊氏によって夢窓疎石を開山とする北等持寺（現・等持院）が建立されている。
『後深心院関白記』の延文3年（1358年）5月2日庚子の条には、足利尊氏の葬儀を、また『後愚昧記』の貞治6年（1367年）12月8日と12日の条には、室町幕府2代将軍足利義詮の葬儀をそれぞれ真如寺で執り行ったとの記述もある。尊氏はそのまま西側にある北等持寺に葬られた。
『扶桑五山記二　日本諸寺次位』によると真如寺は「大日本國禅院諸山座位條々　暦応4年8月23日評定　同5年4月23日重沙汰」により十刹次第の第八位に列挙され、ついで翌康永2年（1343年）の重沙汰により第六位、康暦2年（1380年）の重沙汰では第七位に数えられていた。また、前出『後深心院関白記』の永和5年（1379年）正月22日庚寅の条には「真如寺当時十刹之第一也」との記述もあり、次位は一定ではなかったことがうかがえる。その後は関東十刹なども設けられ十カ寺の定数も破られたが、前述の『扶桑五山記二　日本諸寺次位』の応永17年（1410年）2月28日の十刹位次では等持寺、臨川寺に次ぐ京都十刹の第三位となり、塔頭を擁するなど室町幕府の手厚い保護を受けた。しかし、寛正2年（1461年）に焼失後（『蔭凉軒日録』）、応仁の乱の混乱もあり、寺は一時期廃寺状態となった。その後、明応8年（1499年）より、方丈や仏殿が段階的に復興された（『鹿苑日録』）。
天文4年（1535年）に宝鏡寺門跡となった花屋尼長老は、無学祖元、無外如大尼の深縁を慕い、天正4年（1576年）に当寺を墓所として埋葬された。これ以後、当寺は宝鏡寺歴代の菩提所となる。
明暦2年（1656年）には後水尾上皇によって本格的に法堂が再興された。これは同年1月に天皇の第五皇女で宝鏡寺門跡第二十世の理昌尼が没した際、墓所である当寺が荒廃していたことによるもので（『東西歴覧記』）、『雍州府志』には「仙寿(理昌)院塔　在万年山真如寺、宝鏡尼寺之一代、久岳昌長老而、後水尾院第六皇女也」とみえる。理昌尼以後、歴代門跡の理忠尼（高徳院宮）、理豊尼（本覚院宮）、理秀尼（浄照明院宮）や理欽内親王（三麼地院宮）も同寺に葬られている。
これらの間に真如寺に住持した主な禅僧には、古先印元、竺仙梵僊、明叟齋哲、惟肖得巌、天隠龍沢、了庵桂悟、彭叔守仙、別宗祖縁らがいる。
また真如寺は江戸時代を通じて五山派下において、臨済宗僧侶の法階のうち「西堂（せいとう）職」の本庵としての役割を持ち、法堂において授帖式を挙行する道場でもあった。従って「前真如～」ではじまる法名をもつ禅師、禅僧は、同寺において「西堂職」を授帖した証であり、その後他寺へ入寺したことになる。
境内には過去に宝光菴、聖果院、釣深軒、正脈菴、帰元院、真光菴の計六宇の塔頭が存在したが、明治時代に廃仏毀釈により廃寺となった。

## 境内
- 法堂 - 仏殿も兼ねている当寺の本堂。明暦2年（1656年）に後水尾上皇によって再建。本尊の宝冠釈迦如来坐像を祀る他、宝鏡寺歴代のうち勧請開基・無外如大尼、第19世・月鏡軒尼、第20世・仙壽院宮、第21世・高徳院宮、第22世・本覚院宮の像がある。尼僧像が計5体もあることは非常に珍しい。
- 七重石塔
- 宝鏡寺門跡歴代の墓
- 圓通殿 - 半僧坊大権現を祀る。1918年（大正7年）に相国寺から当寺の鎮守として勧請したもの。
- 稲荷社
- 茶所
- 西門
- 庫裏
- 客殿 - 方丈でもある。原在中作の襖絵「四季花卉（かき）図」「西湖図」などがある。
- 庭園 - 枯山水庭園。
- 書院
- 庭園 - 池泉回遊式庭園。
- 山門
- 池 - カキツバタが生えている。

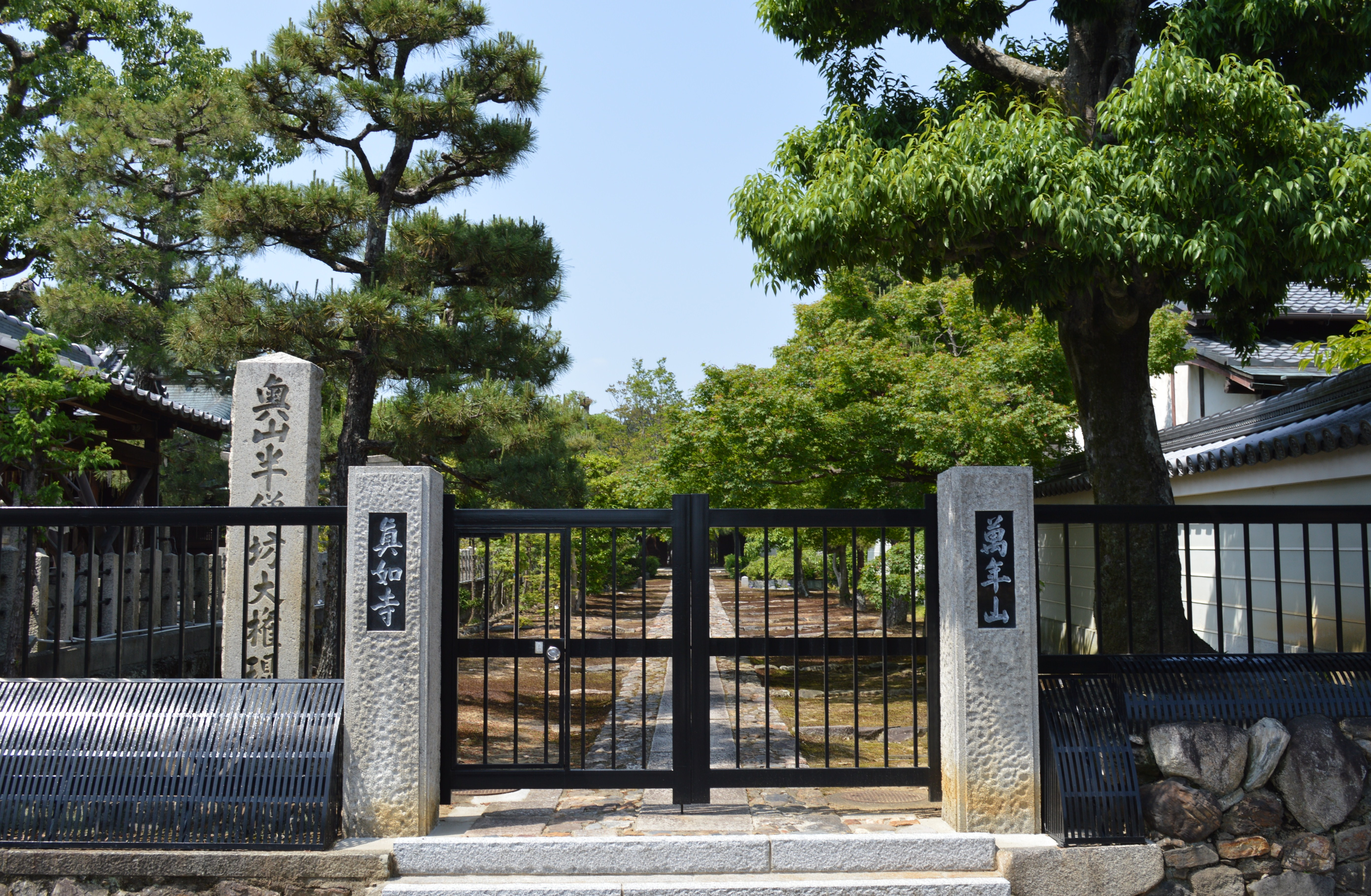
南門
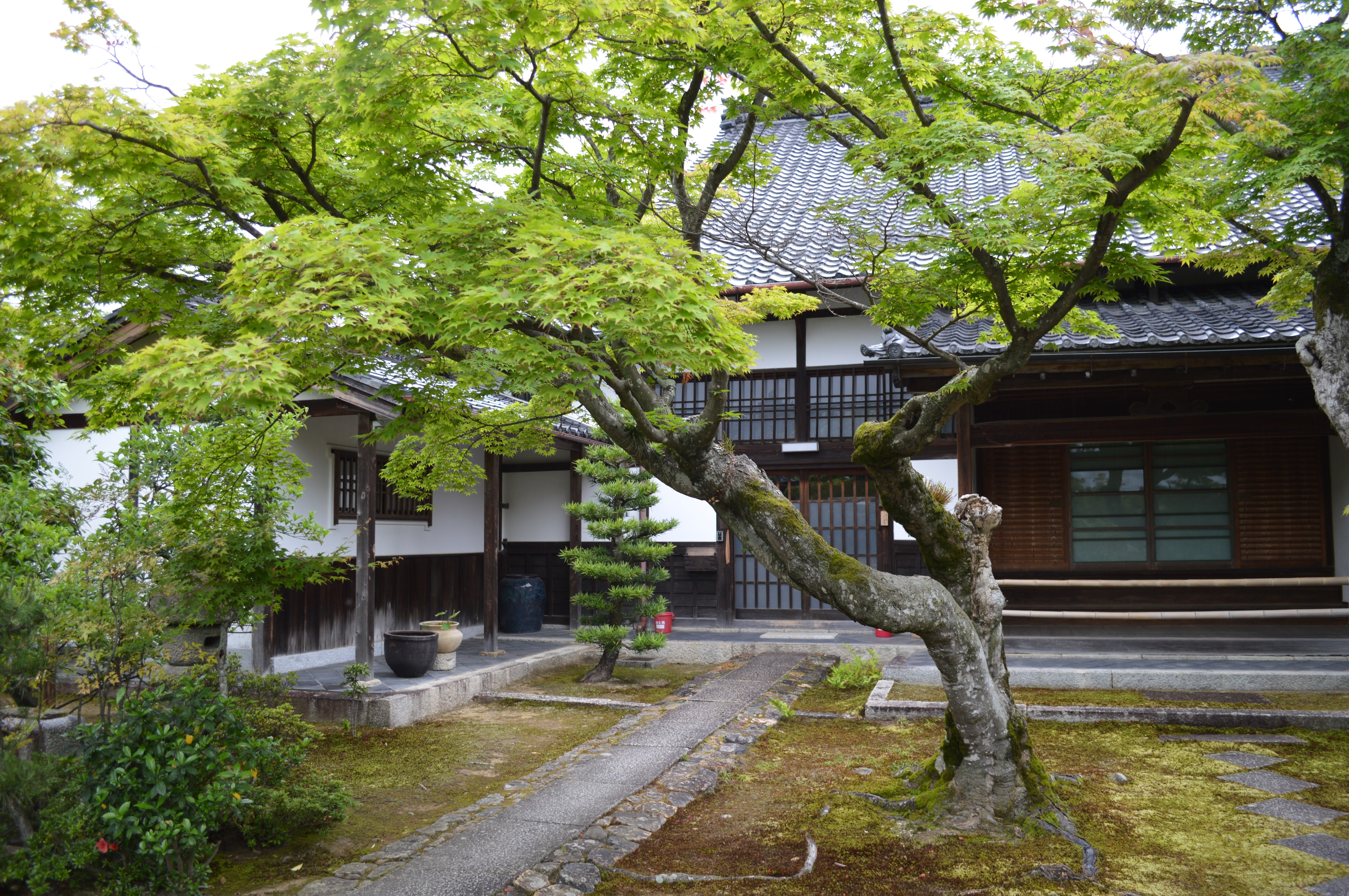
庫裏
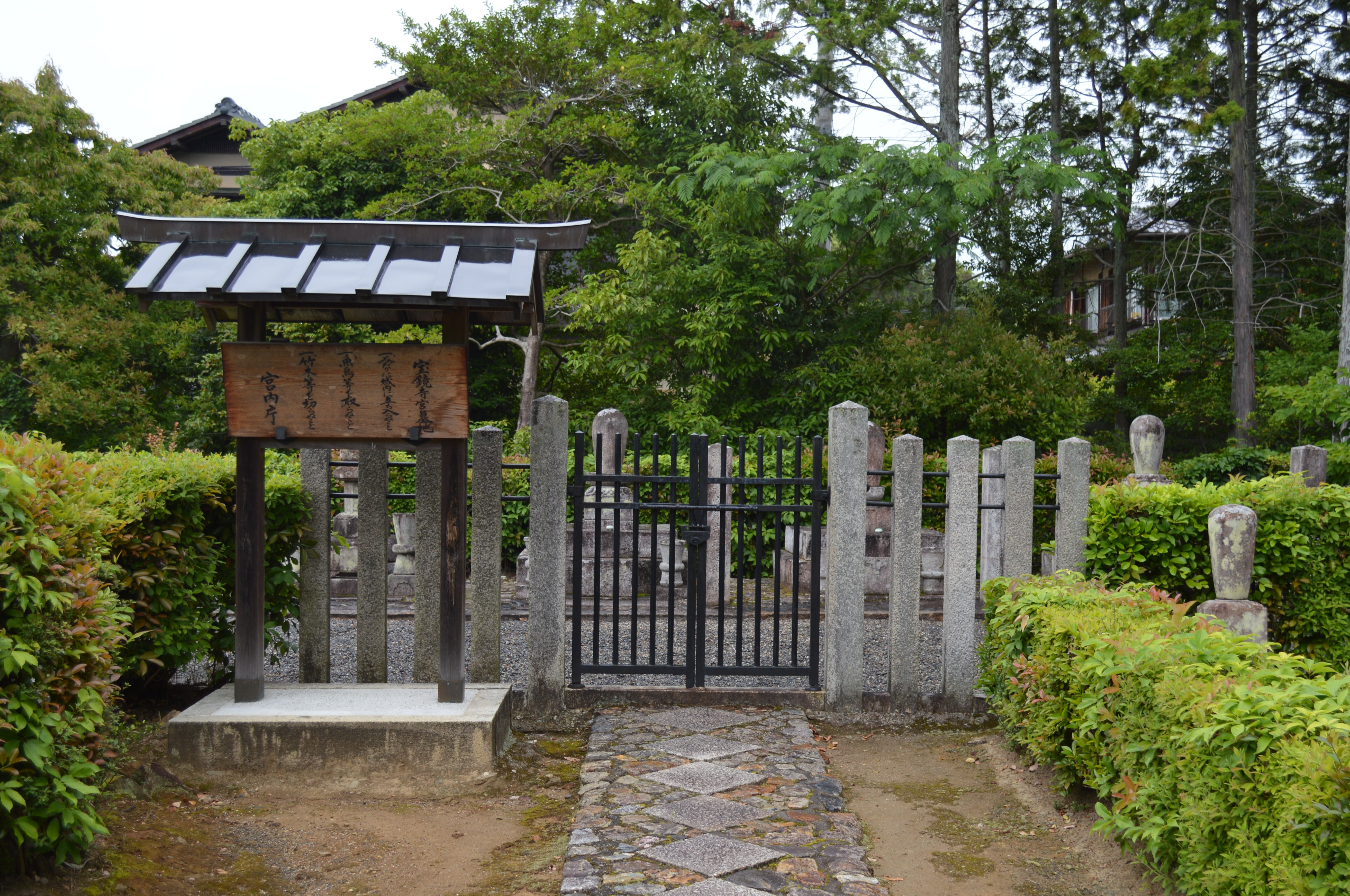
真如寺内にある宝鏡寺宮墓地
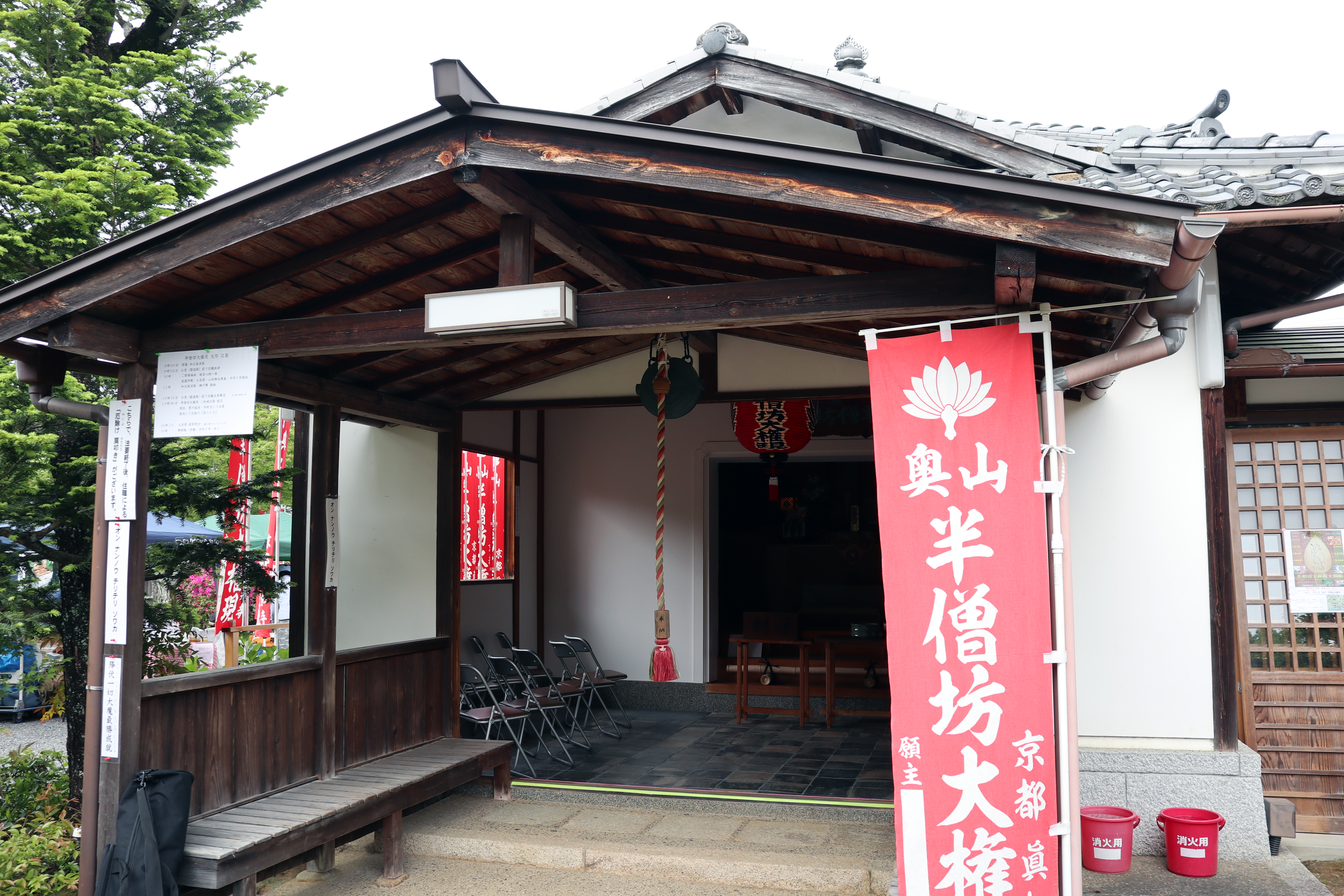
半僧坊大権現

- 南門
- 庫裏
- 真如寺内にある宝鏡寺宮墓地
- 半僧坊大権現

## 関連人物
- 勧請開山：無学祖元（仏光国師）
- 勧請開基：無外如大尼
- 第二世（事実上の開山）：夢窓疎石（夢窓国師）
- 事実上の開基：高師直
- 中興：後水尾天皇（後水尾院）
- 客殿障壁画：原在中